# Lijst van voetbalinterlands Hongarije - IJsland
Deze lijst van voetbalinterlands is een overzicht van alle officiële voetbalwedstrijden tussen de nationale teams van Hongarije en IJsland. De landen hebben tot op heden twaalf keer tegen elkaar gespeeld. De eerste ontmoeting was een vriendschappelijke wedstrijd en werd gespeeld in Boedapest op 4 mei 1988. Het laatste duel, een play-offduel voor kwalificatie voor het Europees kampioenschap voetbal 2020, vond plaats op 12 november 2020 in de Hongaarse hoofdstad.

## Wedstrijden
| №  | Plaats    | Datum             | Competitie           | Wedstrijd           | Uitslag |
| -- | --------- | ----------------- | -------------------- | ------------------- | ------- |
| 1  | Boedapest | 4 mei 1988        | Vriendschappelijk    | Hongarije − IJsland | 3 − 0   |
| 2  | Reykjavik | 21 september 1988 | Vriendschappelijk    | IJsland − Hongarije | 0 − 3   |
| 3  | Boedapest | 3 juni 1992       | WK 1994 kwalificatie | Hongarije − IJsland | 1 − 2   |
| 4  | Reykjavik | 16 juni 1993      | WK 1994 kwalificatie | IJsland − Hongarije | 2 − 0   |
| 5  | Reykjavik | 11 juni 1995      | EK 1996 kwalificatie | IJsland − Hongarije | 2 − 1   |
| 6  | Boedapest | 11 november 1995  | EK 1996 kwalificatie | Hongarije − IJsland | 1 − 0   |
| 7  | Reykjavik | 7 september 2002  | Vriendschappelijk    | IJsland − Hongarije | 0 − 2   |
| 8  | Boedapest | 8 september 2004  | WK 2006 kwalificatie | Hongarije − IJsland | 3 − 2   |
| 9  | Reykjavik | 4 juni 2005       | WK 2006 kwalificatie | IJsland − Hongarije | 2 − 3   |
| 10 | Boedapest | 10 augustus 2011  | Vriendschappelijk    | Hongarije − IJsland | 4 − 0   |
| 11 | Marseille | 18 juni 2016      | EK 2016              | IJsland − Hongarije | 1 – 1   |
| 12 | Boedapest | 12 november 2020  | EK 2020 kwalificatie | Hongarije − IJsland | 2 − 1   |

## Samenvatting
| Competitie        | Totaal gespeeld | Winst Hongarije | Gelijk | Winst IJsland | Doelsaldo Hongarije – IJsland |
| ----------------- | --------------- | --------------- | ------ | ------------- | ----------------------------- |
| WK-kwalificatie   | 4               | 2               | 0      | 2             | 7 − 8                         |
| EK-eindronde      | 1               | 0               | 1      | 0             | 1 − 1                         |
| EK-kwalificatie   | 3               | 2               | 0      | 1             | 4 − 3                         |
| Vriendschappelijk | 4               | 4               | 0      | 0             | 12 − 0                        |
| Totaal            | 12              | 8               | 1      | 3             | 24 − 12                       |

## Details

### Elfde ontmoeting
| EK 2016 (Marseille, Frankrijk, 18 juni 2016): |                 | |
| IJsland | 1 – 1           | Hongarije |
| Gylfi Sigurðsson 39' (pen.) | goals (assists) | 87' (e.d.) Birkir Már Sævarsson |
| Lars Lagerbäck Heimir Hallgrímsson | bondscoach      | Bernd Storck |
| Hannes Þór Halldórsson Ari Freyr Skúlason Kári Árnason Ragnar Sigurðsson Birkir Már Sævarsson Birkir Bjarnason Gylfi Sigurðsson Aron Gunnarsson 66' Jóhann Berg Guðmundsson Jón Daði Böðvarsson 69' Kolbeinn Sigþórsson 84' | opstellingen    | Gábor Király Tamás Kádár Richárd Guzmics 85' Roland Juhász Ádám Lang Ádám Nagy László Kleinheisler Zoltán Gera 67' Zoltán Stieber 67' Tamás Priskin Balázs Dzsudzsák |
| Emil Hallfreðsson 66' Alfreð Finnbogason 69' Eiður Guðjohnsen 84' | wissels         | 67' Dániel Böde 67' Nemanja Nikolić 85' Ádám Szalai |
| Jóhann Berg Guðmundsson 42' Alfreð Finnbogason 74' Birkir Már Sævarsson 77' | gele kaarten    | 81' Tamás Kádár 83' László Kleinheisler 90+1' Ádám Nagy |

### Twaalfde ontmoeting
| Kwalificatieplay-off EK 2020 (Boedapest, Hongarije, 12 november 2020): |       |                      |
| Hongarije                                                              | 2 – 1 | IJsland              |
| Loïc Nego 88' Dominik Szoboszlai 90+2'                                 | goals | 11' Gylfi Sigurðsson |

MLSZ · A-internationals · Selecties · Bondscoaches · Hongaars vrouwenelftal · Olympisch elftal · Hongarije U21 · Hongarije U20 · Hongarije U19 · Hongarije U18 · Hongarije U17 · Hongarije U16
1902 – 1919 · 
1920 – 1929 · 
1930 – 1939 · 
1940 – 1949 · 
1950 – 1959 · 
1960 – 1969 · 
1970 – 1979 · 
1980 – 1989 · 
1990 – 1999 · 
2000 – 2009 · 
2010 – 2019 ·
2020 − 2029
EK's:
1964 · 
1972 · 
2016 ·
2020 ·
2024
WK's:
1934 · 
1938 · 
1954 · 
1958 · 
1962 · 
1966 · 
1978 · 
1982 · 
1986
OS:
1912 · 
1924 · 
1936 · 
1952 · 
1960 · 
1964 · 
1968 · 
1972 · 
1996
1902 · 
1903 · 
1904 · 
1905 · 
1906 · 
1907 · 
1908 · 
1909 · 
1910 · 
1911 · 
1912 · 
1913 · 
1914 · 
1915 · 
1916 · 
1917 · 
1918 · 
1919 · 
1920 · 
1921 · 
1922 · 
1923 · 
1924 · 
1925 · 
1926 · 
1927 · 
1928 · 
1929 · 
1930 · 
1931 · 
1932 · 
1933 · 
1934 · 
1935 · 
1936 · 
1937 · 
1938 · 
1939 · 
1940 · 
1941 · 
1942 · 
1943 · 
1944 · 
1945 · 
1946 · 
1947 · 
1948 · 
1949 · 
1950 · 
1952 · 
1952 · 
1953 · 
1954 · 
1955 · 
1956 · 
1957 · 
1958 · 
1959 · 
1960 · 
1961 · 
1962 · 
1963 · 
1964 · 
1965 · 
1966 · 
1967 · 
1968 · 
1969 · 
1970 · 
1971 · 
1972 · 
1973 · 
1974 · 
1975 · 
1976 · 
1977 · 
1978 · 
1979 · 
1980 · 
1981 · 
1982 · 
1983 · 
1984 · 
1985 · 
1986 · 
1987 · 
1988 · 
1989 · 
1990 · 
1991 · 
1992 · 
1993 · 
1994 · 
1995 · 
1996 · 
1997 · 
1998 · 
1999 · 
2000 · 
2001 · 
2002 · 
2003 · 
2004 · 
2005 · 
2006 · 
2007 · 
2008 · 
2009 · 
2010 · 
2011 · 
2012 · 
2013 · 
2014 · 
2015 ·
2016 ·
2017 ·
2018 ·
2019 ·
2020 ·
2021 ·
2022 ·
2023 ·
2024
Albanië ·
Algerije ·
Andorra · 
Antigua en Barbuda ·
Argentinië ·
Armenië ·
Australië ·
Azerbeidzjan ·
België ·
Bohemen ·
Bolivia ·
Bosnië en Herzegovina ·
Brazilië ·
Bulgarije ·
Canada ·
Chili ·
China ·
Colombia ·
Costa Rica ·
Cyprus ·
Denemarken ·
DDR ·
Duitsland ·
Egypte ·
El Salvador ·
Engeland ·
Estland ·
Faeröer ·
Finland ·
Frankrijk ·
Georgië ·
Griekenland ·
Ierland ·
IJsland ·
India ·
Iran ·
Israël ·
Italië ·
Ivoorkust ·
Japan ·
Joegoslavië ·
Jordanië ·
Kazachstan · 
Koeweit ·
Kosovo · 
Kroatië ·
Letland ·
Libanon ·
Liechtenstein ·
Litouwen ·
Luxemburg ·
Malta ·
Mexico ·
Moldavië ·
Montenegro ·
Nederland ·
Nederlands-Indië ·
Nieuw-Zeeland ·
Noord-Ierland ·
Noord-Macedonië ·
Noorwegen ·
Oekraïne ·
Oostenrijk ·
Paraguay ·
Peru ·
Polen ·
Portugal ·
Qatar ·
Roemenië ·
Rusland ·
San Marino ·
Saoedi-Arabië ·
Schotland ·
Servië ·
Slovenië ·
Slowakije ·
Sovjet-Unie ·
Spanje ·
Tsjechië ·
Tsjecho-Slowakije ·
Turkije ·
Uruguay ·
Verenigde Arabische Emiraten ·
Verenigde Staten ·
Verenigd Koninkrijk ·
Wales ·
Wit-Rusland ·
Zuid-Korea ·
Zweden ·
Zwitserland
Brazilië (1954) · 
Duitsland (2021) ·
Frankrijk (2021) · 
IJsland (2016) · 
Italië (1938) · 
Oostenrijk (2016) · 
Portugal (2021) · 
West-Duitsland (1954, 2)
KSÍ · A-internationals · Bondscoaches · Statistieken · IJslands vrouwenelftal · Olympisch elftal · IJsland U21 · IJsland U20 · IJsland U19 · IJsland U18 · IJsland U17 · IJsland U16 · Vrouwen U17
1946 – 1949 · 1950 – 1959 · 1960 – 1969 · 1970 – 1979 · 1980 – 1989 · 1990 – 1999 · 2000 – 2009 · 2010 – 2019 · 2020 − 2029
EK 2016
WK 2018
1946 · 1947 · 1948 · 1949 · 1950 · 1951 · 1952 · 1953 · 1954 · 1955 · 1956 · 1957 · 1958 · 1959 · 1960 · 1961 · 1962 · 1963 · 1964 · 1965 · 1966 · 1967 · 1968 · 1969 · 1970 · 1971 · 1972 · 1973 · 1974 · 1975 · 1976 · 1977 · 1978 · 1979 · 1980 · 1981 · 1982 · 1983 · 1984 · 1985 · 1986 · 1987 · 1988 · 1989 · 1990 · 1991 · 1992 · 1993 · 1994 · 1995 · 1996 · 1997 · 1998 · 1999 · 2000 · 2001 · 2002 · 2003 · 2004 · 2005 · 2006 · 2007 · 2008 · 2009 · 2010 · 2011 · 2012 · 2013 · 2014 · 2015 · 2016 · 2017 · 2018 · 2019 · 2020 · 2021 · 2022 · 2023 · 2024
Albanië ·
Andorra ·
Argentinië ·
Armenië ·
Azerbeidzjan ·
Bahrein ·
België ·
Bermuda ·
Bolivia ·
Bosnië en Herzegovina ·
Brazilië ·
Bulgarije ·
Canada ·
Chili ·
China ·
Cyprus ·
Denemarken ·
DDR ·
Duitsland ·
El Salvador ·
Engeland ·
Estland ·
Faeröer ·
Finland ·
Frankrijk ·
Georgië ·
Ghana ·
Griekenland ·
Guatemala ·
Honduras ·
Hongarije ·
Ierland ·
India ·
Iran ·
Israël ·
Italië ·
Japan ·
Kazachstan ·
Koeweit ·
Kosovo ·
Kroatië ·
Letland ·
Liechtenstein ·
Litouwen ·
Luxemburg ·
Malta ·
Mexico ·
Moldavië ·
Montenegro ·
Nederland ·
Nigeria ·
Noord-Ierland ·
Noord-Macedonië ·
Noorwegen ·
Oeganda ·
Oekraïne ·
Oostenrijk ·
Peru · 
Polen ·
Portugal ·
Qatar ·
Roemenië ·
Rusland ·
San Marino ·
Saoedi-Arabië ·
Schotland ·
Slovenië ·
Slowakije ·
Sovjet-Unie ·
Spanje ·
Trinidad en Tobago ·
Tsjechië ·
Tsjecho-Slowakije ·
Tunesië ·
Turkije ·
Venezuela ·
Verenigde Arabische Emiraten ·
Verenigde Staten ·
Wales ·
Wit-Rusland ·
Zuid-Afrika ·
Zuid-Korea ·
Zweden ·
Zwitserland
Argentinië (2018) ·
Engeland (2016) · 
Hongarije (2016) ·
Kroatië (2018) ·
Nigeria (2018) · 
Portugal (2016)